# Flamingo (protein)
Flamingo je član adhezionske GPCR familije proteina. Flamingo je sekventno homolan sa kadherinima i G protein spregnutim receptorima (GPCR). Flamingo je otkriven kao Drozofila protein koji učestvuje u polarnosti planarnih ćelija. Sisari imaju tri flamingo homologa, CELSR1, CELSR2, CELSR3. Kod miševa sva tri imaju osobene obrasce izražavanja u mozgu.

## Adhezionski G protein spregnuti receptori
Adhezionska GPCR familija ima preko tridest članova u ljudskom genomu. Adhezinski receptori su proteini sa sedam transmembranskih heliksa koji imaju dugačke N-terminalne domene. Na primer, flamingo ima u svom N-terminalnom ekstracelularnom domenu sekvencu sličnu EGF, lamininu G i kadherinu.

## Aksonski svežnjevi
Miševi bez CELSR3 imaju promenjenjeno pakovanje aksonski svežnjeva.

## Uloga u dendritnoj morfologiji
Kod Drozofile, flamingo mutanti imaju abnormalna dendritna grananja, izdanke i rutiranje. Pretpostavlja se da flamingo reguliše elogaciju dendritnih grana i sprečava upredanje sa dentritima susednih neurona.